# Lower Sharpnose Point
Lower Sharpnose Point är en udde i Storbritannien.   Den ligger i riksdelen England, i den södra delen av landet, 300 km väster om huvudstaden London.
Terrängen inåt land är lite kuperad. Havet är nära Lower Sharpnose Point västerut. Runt Lower Sharpnose Point är det ganska tätbefolkat, med 70 invånare per kvadratkilometer. Närmaste större samhälle är Bude, 6,8 km söder om Lower Sharpnose Point. 